# Епархия Мерседеса
Епархия Мерседеса (лат. Dioecesis Mercedaniana) — епархия Римско-Католической Церкви с центром в городе Мерседес, Уругвай. Епархия Мерседеса распространяет свою юрисдикцию на департаменты Колония и Сорьяно. Епархия Мерседеса входит в митрополию Монтевидео. Кафедральным собором епархии Мерседеса является церковь Пресвятой Девы Марии в городе Мерседеса.

## История
17 декабря 1960 года Римский папа Иоанн XXIII издал буллу "Cum Regnum Dei", которой учредил епархию Мерседеса, выделив её из епархий Сальто и Сан-Хосе-де-Майо.

## Ординарии епархии
- епископ Enrico Lorenzo Cabrera Urdangarin (31.12.1960 — 23.05.1974);
- епископ Andrés María Rubio García SDB[1] (22.05.1975 — 14.02.1995);
- епископ Carlos María Collazzi Irazábal SDB (14.02.1995 — по настоящее время).

## Источник
- Annuario Pontificio, Libreria Editrice Vaticana, Città del Vaticano, 2003, ISBN 88-209-7422-3
- Булла Cum Regnum Dei, AAS 53 (1961), стр. 531  (лат.)